# Taphrina cerasi
Taphrina cerasi  (лат.) — вид грибов рода тафрина (Taphrina) отдела аскомицеты (Ascomycota). Паразит вишни (Cerasus), возбудитель «ведьминых мётел».

## Таксономия
Некоторые авторы не признают существование вида Taphrina cerasi и включают это название (и его синонимы) в синонимику вида Taphrina wiesneri — тафрина Визнера.
Согласно базе данных Species fungorum, в современной таксономии оба вида, Taphrina cerasi и Taphrina wiesneri являются признанными.

## Распространение и хозяева
Taphrina cerasi встречается на деревьях и кустарниках рода Слива (Prunus), главным образом на представителях подрода Вишня (Cerasus) — вишня обыкновенная (Prunus cerasus), черешня (Prunus avium).

## Близкие виды
- Taphrina wiesneri вызывает у вишни курчавость листьев.

## Ведьмины мётлы вишни
Отдельные ветви преобразуются в «ведьмины мётлы». На них появляется множество тесно расположенных тонких, слабо развитых побегов. Побеги сильно ветвятся, листья на них мелкие, бледные и хрупкие, цветки на «ведьминых мётлах» не появляются. Заражаются молодые ткани первого года, затем «ведьмина метла» продолжает расти и ветвиться в течение нескольких лет. Массовое появление «ведьминых мётел» на одном дереве может сильно ослабить его..

### Способы борьбы
«Ведьмины мётлы» обрезают и уничтожают. Для профилактики опрыскивают 2 % бордоской жидкостью или её заменителями.